# 50 Capricorni
50 Capricorni (50 Cap) es una estrella en la constelación de Capricornio situada a poco más de 1,5º al norte de la eclíptica.
De magnitud aparente +7,01, se encuentra a 205 años luz de distancia del sistema solar.
50 Capricorni es una estrella blanco-amarilla de la secuencia principal de tipo espectral F6V que, al igual que nuestro Sol, obtiene su energía a partir de la fusión nuclear del hidrógeno.
Su superficie tiene una temperatura entre 6485 y 6520 K y brilla con una luminosidad 5 veces mayor que la luminosidad solar.
Posee un radio un 75% más grande que el radio solar y gira sobre sí misma con una velocidad de rotación igual o superior a 14 km/s.
Las enanas amarillas análogas al Sol rotan lentamente —el Sol tiene una velocidad de rotación ecuatorial de 2 km/s— mientras que las estrellas más masivas rotan mucho más deprisa. La división entre estos dos grupos es bastante abrupta y cae aproximadamente en medio del tipo espectral F, situándose 50 Capricorni cerca de dicho límite.
50 Capricorni tiene una metalicidad equiparable a la solar ([Fe/H] = -0,01).
Su masa es un 38% mayor que la masa solar, estimándose su edad en el rango de 1800 - 2200 millones de años.